# Cornelis
Cornelis este varianta în limba neerlandeză a numelui Corneliu, care se poate referi la:
- Cornelis de Bie
- Cornelis Ekama
- Cornelis Jacobus Langenhoven
- Cornelis Johannes van Houten
- Maurits Cornelis Escher